# Кузьмин, Николай Николаевич (актёр)
Николай Николаевич Кузьми́н (1915—1986) — советский актёр театра и кино.

## Биография
Родился 8 апреля 1915 года в Самаре. В 1937 году окончил экспериментальные театральные мастерские при Куйбышевском ТРАМе, затем служил в театре Тихоокеанского флота. С 1946 года актёр Куйбышевского театра драмы. Был председателем Куйбышевского отделения ВТО.
Умер 18 октября 1986 года. Похоронен в Куйбышеве на Актёрской аллее Городского кладбища.

## Семья
- жена — актриса Ершова, Вера Александровна.

## Творчество

### Роли в театре
- «Молодая гвардия» по А. А. Фадееву — Иван Александрович Земнухов
- «Парень из нашего города» К. М. Симонова — Сергей Луконин
- «Путь в грядущее» С. М. Марвича — Иван
- «Крепость на Волге» И. Л. Кремлева — Астахов
- «Битва в пути» по Г. Е. Николаевой — Дмитрий Алексеевич Бахирев
- «Материнское поле» по Ч. Т. Айтматову —  Суванкул
- «Усвятские шлемоносцы» по Е. И. Носову — Чибисов
- «Золотая карета» Л. М. Леонова — полковник Берёзкин
- «Ретро» А. М. Галина — Чмутин
- «Гнездо глухаря» В. С. Розова — Степан Алексеевич Судаков
- «Мы не увидимся с тобой» по К. М. Симонову — генерал Ефимов
- «Ревизор» Н. В. Гоголя
- «Зыковы» М. Горького
- «Свадьба Кречинского» А. В. Сухово-Кобылина
- «Разлом» Б. А. Лавренёва

### Фильмография
- 1964 — «Старик в потёртой шинели» (короткометражный) — человек в очках
- 1969 — «Тревожные ночи в Самаре» (телефильм)[1]
- 1981 — «Зыковы» (фильм-спектакль) — Артур Иванович Тараканов
- 1982 — «Усвятские шлемоносцы» (фильм-спектакль)

## Признание
- Государственная премия РСФСР имени К. С. Станиславского (1976) — за исполнение роли полковника Берёзкина спектакле «Золотая карета» Л. М. Леонова, поставленного на сцене Куйбышевского АТД имени М. Горького
- заслуженный артист РСФСР (26.12.1963)